# Mao Asada
Pour les articles homonymes, voir Asada.
Mao Asada (浅田 真央, Asada Mao), née le 25 septembre 1990 à Nagoya, est une ancienne patineuse artistique japonaise. Elle est triple championne du monde (2008, 2010 et 2014) et vice-championne olympique 2010.
Elle est également triple championne des quatre continents (2008, 2010 et 2013), quadruple championne de la Finale du Grand Prix (2005/06, 2008/09, 2012/13 et 2013/14), vice-championne du monde 2007 et sextuple championne du Japon.
Elle a battu le record du monde pour un programme court lors des Championnats du monde 2014, elle a reçu 78.66 points.
C'est également la première patineuse à avoir gagné au moins une fois les 6 manches du Grand Prix. Elle a annoncé son retrait de la compétition en avril 2017.

## Biographie

### Vie personnelle
Mao Asada doit son nom à l'actrice et chanteuse japonaise Mao Daichi. Sa sœur aînée Mai fait également du patinage artistique.

### Carrière sportive

#### Niveau novice et junior
Mao Asada faisait du ballet, lorsqu'elle a commencé à faire du patinage artistique en 1995. Sa sœur aînée, Mai, a commencé le patinage artistique à la même époque.
Mao remporte le championnat du Japon de niveau novice lors de la saison 2002/2003. Cette victoire lui permet d'avoir une invitation pour faire le championnat du Japon de niveau junior, où elle termine en quatrième place. Par la suite, Mao fait le championnat du Japon au niveau senior et termine en 7e place.
Lors de la saison 2003/2004, Mao répète les mêmes exploits au niveau novice et junior, et termine 8e au niveau senior. Elle remporte sa première compétition internationale de sa jeune carrière, le  'Mladost Trophy' .

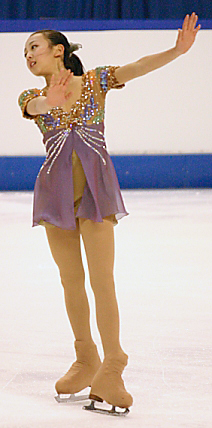
Mao Asada aux championnats du monde junior 2005.

À la saison 2004/2005, Asada a l'âge requis pour faire des compétitions internationales de niveau junior. Elle fait son apparition au Grand Prix ISU junior où elle remporte ses 2 compétitions et s'assure d'une place en finale. Mao gagne facilement la finale, ayant 35.08 points de plus que la médaillée d'argent, Kim Yuna, sa future rivale. Mao remporte le championnat du Japon de niveau junior et se qualifie par la même occasion, pour les championnats du monde juniors. Mao est très forte et a réussi beaucoup de championnats. Sa sœur Mai est moins forte qu'elle. Mao réussit à devancer sa sœur Mai pour la première fois aux championnats du Japon.
Sa victoire aux championnats du Japon de niveau junior lui permet d'accéder aux championnats du Japon de niveau senior, où elle remporte la médaille d'argent. Malgré cette deuxième place, Asada ne fut pas envoyé aux championnats du monde 2005, car elle n'avait pas l'âge minimal requis. Aux championnats du monde juniors, Mao gagne la compétition avec une avance de 20.31 points sur la médaillée d'argent, Kim Yuna.

#### Niveau senior

##### Saison 2005/2006
Étant donné qu'elle a tout gagné au niveau junior, il fut décidé que Mao passe au niveau senior pour les compétitions internationales. Ce choix fut fait, même s'il était clair que Mao ne pourrait pas participer aux Jeux olympiques de Turin ni aux championnats du monde 2006 advenant qu'elle s'y qualifie, car ces deux compétitions n'utilisent pas le même critère d'âge que pour le Grand Prix ISU.
Mao fait sa première compétition du Grand Prix ISU au niveau senior en novembre 2005, lors de la Coupe de Chine. Elle remporte la médaille d'argent et termine à 3 points devant la championne du monde 2004 et la future championne olympique 2006, la japonaise Shizuka Arakawa. Asada remporte sa deuxième compétition, le Trophée de France, avec une différence de 7.30 points devant la médaillée d'argent, l'américaine Sasha Cohen. Mao se qualifie facilement à la Finale du Grand Prix ISU. Elle remporte cette compétition devant la championne du monde 2005, la russe Irina Sloutskaïa, avec une avance de 8.14 points.
Lors des championnats du Japon, Mao gagne le titre national devant Fumie Suguri. Lors de cette compétition, Asada devient la première femme à réussir deux triple Axel durant un programme libre. Mao n'est pas envoyé aux Jeux olympiques de Turin, mais elle est envoyée aux championnats du monde juniors 2006. Étant la championne du monde junior en titre, elle fait face à la championne de la Finale du Grand Prix junior, Kim Yuna. Asada termine au deuxième rang, à 24.19 points derrière Kim Yuna et à 18.21 points devant la médaillée de bronze, l'américaine Christine Zukowski. Durant cette compétition, Mao devient la première femme à réussir un triple Axel dans un programme court à un championnat de l'ISU.

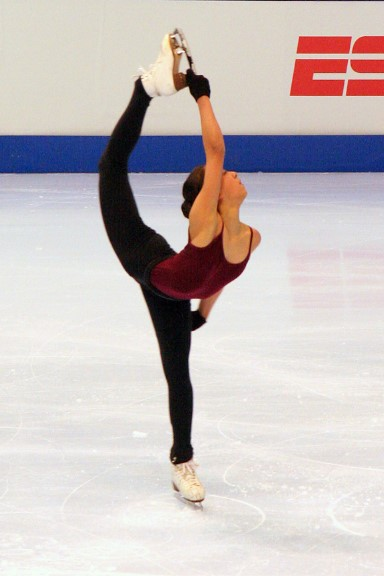
Mao Asada exécute son mouvement signature lors de Skate America 2006.

Durant ses deux premières années sur la scène internationale, Asada fut reconnu pour son mouvement signature, le ' cross-grab Biellmann '.

##### Saison 2006/2007
Lors de la saison 2006/2007, la rivale de Mao, Kim Yuna fait ses débuts au niveau senior. À sa première compétition de Grand Prix, Skate America, Mao remporte le bronze derrière Miki Ando et Kimmie Meissner. Mao avait remporté le programme court, mais elle avait terminé quatrième du programme libre. Elle était à 21.36 points de la première place. Asada a remporté sa deuxième compétition, le Trophée NHK, avec une différence de 20.21 points devant Fumie Suguri. Au Trophée NHK, Asada a établi un record pour le plus haut score total sous le nouveau système de notation de l'ISU. Mao se qualifie pour la Finale du Grand Prix ISU. Étant la championne en titre de la Finale du Grand Prix ISU, elle termine deuxième derrière Kim Yuna par 11.68 points. Asada avait remporté le programme court, mais tout comme à Skate America, elle s'est classé quatrième du programme libre.
Asada gagne le championnat du Japon par 26.11 points devant Miki Ando et Yukari Nakano. Durant les championnats du monde 2007, Mao était 5e du programme court, mais elle a remporté le programme libre. Elle a établi un nouveau record pour le plus haut score pour un programme libre ; un record qui a tenu 8 mois. Elle a remporté la médaille d'argent derrière Ando et devant Kim.

##### Saison 2007/2008: Championne du monde
Lors de la saison 2007/2008, Mao fait la compétition Skate Canada pour la première fois. Elle gagne la compétition devant Yukari Nakano, après avoir été troisième du programme court et première du programme libre. Asada remporte sa deuxième compétition du Grand Prix, le Trophée de France. Elle se qualifie pour la Finale du Grand Prix. Lors du programme court, Mao n'a pas fait un saut précédé d'un jeu de pieds qui est un élément requis. Son programme court lui a valu 59.04 points et la place en 6e et dernière place. Elle a remporté le programme libre et eu la médaille d'argent derrière Kim Yuna, qui conserva son titre de championne de la Finale du Grand Prix. Malgré cette erreur dans le programme court, Asada était à 5.24 points de la première place au total, et à 12.66 points devant la médaillée de bronze, l'italienne Carolina Kostner.

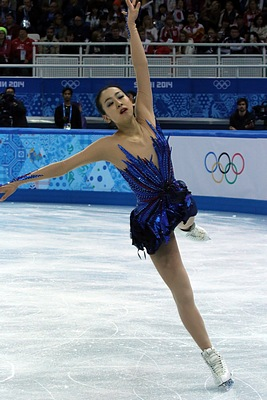
Mao Asada pendant son programme libre à Sotchi (2014)

Aux championnats du Japon, Mao remporte le titre national avec une très petite marge de points devant la médaillée d'argent, Miki Ando. Asada est envoyée pour la première fois aux Quatre continents. Elle remporte les deux segments de la compétition et termine à 13.71 points de la médaillée d'argent, la canadienne Joannie Rochette. Ayant laissé son entraîneur avant le Quatre continents, Asada a fait cette compétition et les championnats du monde sans entraîneur à ses côtés. Un officiel de la fédération japonaise l'a accompagnée.
Lors des championnats du monde 2008, Asada se classe deuxième des deux segments de la compétition mais termine première au total et devient championne du monde. Elle était deuxième après le programme court, derrière Carolina Kostner. Durant le programme libre, elle a chuté au début de sa performance lors d'une tentative de triple Axel, donc cet élément ne fut pas tenu en compte sur sa note technique et reçut 1 point de déduction pour la chute. Son score total était moins de 1 point devant Kostner. Kim Yuna, qui a remporté le programme libre devant Mao Asada, a terminé troisième. Miki Ando a abandonné la compétition en plein milieu de son programme libre, ennuyée par une blessure. Les classements de Asada et Nakano permet d'obtenir 3 places pour le Japon aux championnats du monde 2009.

##### Saison 2008/2009
Pour la saison 2008/2008, Mao fut assignée au Trophée de France et au Trophée NHK. Lors du Trophée de France, elle se classe deuxième au total avec un score de 165.79 points ; 12.54 points derrière Joannie Rochette. Par contre, Mao gagne l'or au Trophée NHK avec 191.13 points ; 23.49 points devant sa compatriote Akiko Suzuki. Encore une fois, Mao se qualifie facilement pour la Finale du Grand Prix.
Lors de la finale du Grand Prix, Mao se retrouve en deuxième place avec 65.39 points pour le programme court. Elle retrouve derrière Kim Yuna avec une différence de 0.56 points. Avec 123.17 points et deux triple Axel propres, dont un en combinaison avec un double boucle piqué, Asada a remporté le programme libre ainsi que la compétition avec un total de 188.55 points.

##### Saison 2009/2010: Médaille olympique
En 2010, elle termine deuxième des Jeux olympiques de Vancouver, derrière la coréenne Kim Yuna. Elle réalise, lors du programme court, une combinaison extrêmement rare au plus haut niveau, comprenant un triple axel et un double boucle-piqué. Yu-Na Kim, de son côté, exécute la combinaison triple lutz/triple boucle-piqué qui lui rapporte plus de points. Après le programme court, Mao Asada est deuxième, devant la canadienne Joannie Rochette. Lors du programme long, Mao Asada exécute, sans erreurs, deux triple axel, dont un en combinaison avec un double boucle-piqué. Elle est la première patineuse a réaliser cet exploit lors d'un programme présenté aux jeux olympiques. Mais, à la suite d'une mauvaise prise d'élan, elle ne fait qu'une rotation sur un autre saut, ce qui lui coûte beaucoup de points. Elle réalise finalement un excellent score mais reste loin de celui de Yu-Na Kim, qui bat les records des meilleures notes obtenues dans le nouveau système de notation, tant sur le programme court, que sur le programme long.
Aux Championnats du monde de patinage artistique 2010, à Turin, ses performances quasiment parfaites lui permettent de se hisser sur la plus haute marche du podium et de conquérir un 2e titre de championne du monde avec un score final de 197.58 points.

##### Saison 2010/2011: Deuxième titre mondial
Après les JO de Vancouver en 2010, Asada a décidé de réapprendre tous ses sauts à partir de zéro par un "retour aux sources". Cela l'a totalement désavantagée lors des saisons 2010-2011 et 2011-2012. Sous la direction de son nouvel entraîneur Nobuo Satō, elle a réappris chaque décollage et atterrissage pour chaque saut, en ne faisant qu'une seule rotation. Réapprenant ses sauts, Mao décida de poursuivre sa saison.
Mao Asada a été envoyée au Trophée NHK 2010 et au Trophée Eric Bompard 2010, deux Grand Prix ISU. Au Trophée NHK 2010, Asada se classa 8e pour chaque programme et finit 8e de la compétition avec un score total de 133.40 points. Au Trophée Eric Bompard 2010, Mao Asada se classa 7e dans le programme court, 5e dans le programme libre et termine 5e à cette compétition, avec un score total de 148.02 points.
Lors des Championnats du Japon 2010, Asada se classa 1re dans le programme court et 2e dans le programme libre. Elle a obtenu un score total de 193.69 points, et a remporté la médaille d'argent derrière Miki Ando. Aux Championnats des quatre continents 2011, Asada s'est classée deuxième dans les deux programmes et a remporté la médaille d'argent avec un score total de 196.30 points, 5.04 points derrière la médaillée d'or Miki Ando. Son triple axel dans son programmé libre a été ratifié pour la première fois depuis les Championnats du monde de patinage artistique 2010, avec un niveau d’exécution +1,29. Aux Championnats du monde 2011, Mao s'est classée 7e dans le programme court, 6e dans le programme libre et termine 6e à cette compétition, avec un score total de 172.79 points.

##### Saison 2011/2012
Asada a commencé sa saison au Trophée NHK 2011. Elle s'est classée troisième dans le programme court avec 58.32 points, et première dans le programme libre. Elle a obtenu la médaille d'argent avec un total de 184.45 points, soit 1.79 point derrière sa compatriote Akiko Suzuki. Lors de la Coupe de la Russie 2011, Asada s'est classée première dans le programme court avec 64.29 points. Elle a obtenu un niveau quatre sur sa séquence de pas avec un niveau d’exécution +1,30. Elle y a gagné la médaille d'or et s'est qualifiée pour la Finale du Grand Prix. Elle a déclaré forfait en raison de sa mère gravement malade. Sa mère décéda plus tard d'une cirrhose à l'hôpital de Nagoya, pendant qu'Asada était sur le chemin du retour pour le Japon.
Se classant deuxième dans les deux programmes lors des Championnats du Japon 2011, Asada a obtenu son cinquième titre national et une place aux Championnats de l'ISU. Première dans le programme court et le deuxième dans le libre, Asada a remporté la médaille d'argent aux Championnats des Quatre Continents 2012, derrière la médaillée d'or Ashley Wagner des États-Unis. Lors des Championnats du monde 2012, Asada s'est classée quatrième dans le programme court et le sixième dans le programme libre, terminant à la sixième place avec 164.52 points.
Après une décevante sixième place aux Championnats du monde 2012, la mort de sa mère, et le long réapprentissage de ses sauts, Asada a envisagé de prendre sa retraite. Cependant, lors de la visite de sa chorégraphe Lori Nichol en mai 2012 pour un programme d'exhibition, Asada a réalisé qu'elle aimait encore le patinage.

##### Saison 2012/2013
Cette saison marque un retour en force de la patineuse. Asada a entamé sa saison au Japan Open 2013, patinant sur le thème du Lac des cygnes. Elle a remporté l'or à ses deux épreuves du Grand Prix, la Coupe de Chine 2012 et le Trophée NHK 2012, ce qui la qualifie à la Finale du Grand Prix. Sept ans après son triomphe à Turin (Italie), et trois ans après sa victoire à Goyang City (Corée du Sud), Asada a remporté son troisième titre de la Finale du Grand Prix à Sotchi (Russie), en terminant première à la fois dans le programme court et dans le programme libre. Asada a remporté son sixième titre national aux Championnats du Japon 2012.
Aux Championnats des quatre continents 2013, Asada s'est classée première dans le programme court avec un score de 74.49 points, son programme contient un triple axel propre (son premier triple axel de la saison), une combinaison triple flip-double boucle et un triple boucle. Elle a également remporté le programme libre avec un score de 130.96 points, gagnant la médaille d'or avec un score total de 205.45 points, tandis que ses coéquipières Akiko Suzuki et Kanako Murakami ont gagné les médailles d'argent et de bronze respectivement. C'est la deuxième fois dans l'histoire de ces Championnats que le Japon "balaye" le podium.
Asada est retournée sur le podium mondial avec une médaille de bronze aux Championnats du monde 2013 avec un meilleur score personnel de 134.37 points pour le programme libre. Asada s'est classée cinquième aux Championnats du monde par équipes 2013, l'équipe japonaise finit finalement à la troisième place.

##### Saison 2013/2014: Troisième titre mondial

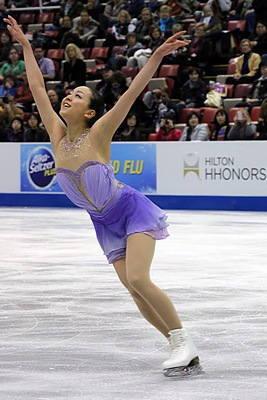
Mao Asada au Skate America 2013.

Asada a commencé sa saison au Japan Open 2013, en patinant sur le Concerto pour piano nº 2 de Rachmaninov. Tout comme la saison précédente, elle a remporté l'or à ses deux épreuves du Grand Prix, le Skate America 2013 et le Trophée NHK 2013. Au Trophée NHK, elle a établi des nouveaux records personnels pour le programme libre et score total. Asada a remporté son quatrième titre de la Finale du Grand Prix. Lors de ses trois épreuves du Grand Prix, elle a gagné avec une marge de plus de dix points sur le score total. À la fin du mois de décembre, Asada a participé aux Championnats du Japon. Elle s'est classée première après un programme court parfait, mais s'est seulement classée 3e dans le programme libre après quelques erreurs techniques notamment sur le triple axel. Elle a donc obtenu la médaille de bronze à ces Championnats.
Lors de l'épreuve par équipe aux Jeux olympiques d'hiver de 2014, Asada a exécuté son programme court. Elle a chuté sur le triple axel et s'est classée 3e individuellement; l'équipe japonaise a terminé quatrième. Lors des épreuves féminines individuelles, elle s'est classée 16e dans le programme court après une chute sur son triple axel, un triple flip manquant de rotation, et un triple boucle transformé en double boucle. Elle a rebondi dans le programme libre, en obtenant un nouveau record personnel de 142.71. Cela l'a classée troisième dans le programme libre et sixième au classement général. Son programme libre était le plus difficile techniquement, parmi tous les programmes féminins de la soirée. De plus, ce programme était le seul contenant un triple axel et la difficile combinaison triple flip-triple boucle.
Aux Championnats du monde 2014, elle a battu le record du monde pour le programme court en obtenant 78.66 points, soit 0.16 point de plus que l'ancien record établi par Yu-Na Kim aux Jeux olympiques d'hiver de 2010. Asada a obtenu 138.03 points dans le programme libre, remportant son troisième titre mondial avec un total de 216.69 points, soit un nouveau record personnel pour elle. Avec cette victoire, elle est devenue la troisième femme depuis les 45 dernières années (avec Michelle Kwan et Katarina Witt) et la dixième femme dans l'histoire à avoir remporté au moins trois titres de championne du monde.
Après avoir remporté le titre de championne du monde, Asada a déclaré qu'il y aurait autant de chances qu'elle poursuive sa carrière ou non. Le 19 mai 2014, Asada a annoncé son intention de ne pas être en compétition la saison suivante, puis a déclaré qu'elle était mentalement et physiquement fatiguée et qu'elle voulait se concentrer sur d'autres aspects de sa vie, y compris la poursuite de ses études universitaires. Le 19 mars 2015, elle sort diplômée de l'Université Chukyo au Japon.

##### Saison 2015/2016: Retour à la compétition
En mai 2015, Asada fait part de son envie de retourner à la compétition après avoir fait une saison blanche en 2014/2015. Son retour est alors très attendu, ayant laissé une très bonne impression lors de son départ en 2013/2014 avec son titre de championne du monde et son record pour le programme court. Celle ci résume son année de pause "en un entraînement avec Nobuo Satou dans l'optique de revenir à la compétition".
Elle entame cette saison avec le Japan Open, où elle patine son programme libre et obtient 141.70 points, la plaçant alors première et aidant ainsi la Team Japan à gagner la médaille d'or. Elle débute ensuite la saison des Grand Prix, avec la Coupe de Chine. Durant la Coupe de Chine, elle gagne le programme court avec 71.73 points. Elle finit cependant troisième du libre, avec 125.75 et écope de la médaille d'or, devant sa compatriote Rika Hongo et la russe Elena Radionova. Certains annoncent alors un retour réussi et évoque une potentielle médaille mondiale alors que ce n'est que le début de la saison. Au Trophée NHK, elle est quatrième du programme court avec 62.50 points. Cependant, sur le libre, elle remonte à la seconde place et s'offre l'argent. Sa médaille d'or en Chine et cette médaille d'argent dans son propre pays, lui assure donc la qualification pour la Finale du Grand Prix, se déroulant à Barcelone, en Espagne. Lors de la Finale, elle se place troisième à l'issue du court mais sixième à l’issue du libre, la reléguant donc à la dernière place du classement.
Aux Championnats du Japon, elle s'offre la médaille de bronze, lui permettant ainsi de participer aux Quatre Continents et aux Mondiaux. Elle se retire des Quatre Continents pour se concentrer sur les Championnats du Monde, où elle finit à la septième place.

##### Saison 2016/2017
Asada commence sa saison avec une médaille d'argent au Trophée de Finlande, derrière la canadienne Kaetlyn Osmond. Elle entame ensuite les Grand Prix, où elle est assignée au Skate America et au Trophée de France. Lors du Skate America, elle se place cinquième du court, et sixième du libre, résultant en une sixième place au classement final. Une qualification pour la Finale semble alors impossible. Au Trophée de France, elle se place huitième lors du programme court. Elle n'arrive pas à remonter à l'issue du libre, et tombe alors à la neuvième place, en obtenant ses pires résultats depuis la saison 2010/2011.
Aux Championnats du Japon, elle se place douzième, avec les pires scores nationaux de sa carrière. Le 10 avril 2017, elle déclare mettre fin à sa carrière de patineuse et se retire de la compétition.

## Technique de sauts
Mao a exécuté son premier triple Axel à l'âge de 12 ans et elle est devenue la première femme à exécuter une combinaison triple-triple-triple (triple flip, triple boucle, triple boucle piqué) lors d'une compétition nationale. À l'âge de 14 ans, Asada a réussi un triple Axel lors de son programme libre durant la Finale du Grand Prix junior 2004/2005 à Helsinki, et devient la première patineuse de niveau junior à en faire un durant une compétition internationale. Depuis, elle est reconnue pour ses triples Axel.
Mao pratique le quadruple boucle et le quadruple boucle piqué, mais elle n'a pas encore réussi à en atterrir un de façon propre.
À partir de la saison 2007/2008, le jugement sur la technique de saut devient plus sévère et Asada commence à être pénalisée pour des sauts n'ayant pas suffisamment de rotation et pour des erreurs de carre sur le Lutz, appelé communément 'Flutz'. Depuis la saison 2008/2009, Mao a commencé à exécuter un Lutz sans erreur de carre.
Asada eut également des problèmes avec le triple boucle piqué et n'a pas inclus de triple Salchow dans ses programmes durant toute sa carrière junior, ainsi que dans sa carrière senior jusqu'en 2008. Elle a déjà affirmé que le Salchow est le premier triple saut qu'elle a réussi et qu'elle n'avait aucun problème pour atterrir de façon propre sur ce saut, mais qu'elle avait des difficultés à utiliser ce saut car il ne faisait pas partie de ses favoris. Asada a commencé à ajouter le triple Salchow dans son programme libre lors de la saison 2008/2009.
Habituellement, Asada utilise le triple boucle comme deuxième saut en combinaison, pour accompagner un triple flip. Mais lors de la saison 2004/2005, elle a ajouté le boucle piqué dans un programme libre comme deuxième saut de sa première combinaison triple-triple (triple flip-triple boucle piqué). Pendant la saison 2006/2007, elle a utilisé la combinaison double Axel-triple boucle piqué, alors que dans la saison 2007/2008, elle a exécuté deux combinaisons triple-triple dans son programme libre : le triple flip-triple boucle piqué le triple flip-triple boucle. Durant la saison 2008/2009, elle a exécuté une combinaison triple Axel-double boucle piqué. Elle est la première patineuse à réussir une telle combinaison durant la finale du Grand Prix ISU 2008/2009.
Depuis la saison 2010-2011, elle a décidé d'inclure tous les triples sauts existants dans son programme libre. Depuis son programme libre aux Jeux olympiques d'hiver de 2014, elle est l'une des seules à avoir exécuté tous les triples sauts (dont l'Axel) dans un même programme, depuis Midori Ito.

## Changements d'entraîneurs
Au début de sa carrière, Mao Asada s'entraînait au Japon. Elle a déménagé aux États-Unis en août 2006 pour s'entraîner avec Rafael Arutuninan à Lake Arrowhead. Elle a pu échapper aux patinoires japonaises qui devenaient surchargées ainsi qu'à la pression des médias japonais.
Avant le Quatre continents 2008, elle se sépare de Rafael Arutuninan et retourne au Japon pour s'entraîner à la nouvelle patinoire de l'Université Chukyo où elle n'a aucun problème pour obtenir du temps de glace.
Durant l'été 2007, Mao Asada s'est entraînée avec Tatiana Tarasova en Russie. Elle y est retournée l'été suivant. Ensuite, Mao Asada a décidé de s'entraîner de façon officielle avec Tarasova.
Depuis 2010, Mao Asada s'entraîne aux côtés de Nobuo Satō, et garde Tatiana Tarasova en tant que chorégraphe.

## Vie publique et contrats
Mao Asada possède un caniche miniature, appelé Aero, comme la barre de chocolat fabriquée par Nestlé. Asada et Aero ont figuré dans plusieurs publicités pour la barre de chocolat au Japon et Mao a également utilisé son chien dans un numéro d'exhibition. En 2008, Mao Asada a eu deux nouveaux chiens appelés Tiara et Komachi.
Mao Asada est très populaire au Japon ; elle est apparue dans de nombreuses émissions de télévision ainsi que dans des annonces publicitaires pour Oji Paper, Olympus, Itoham Foods, Nestlé et Omron. Mao Asada fut également la tête d'affiche de son propre spectacle, appelé 'The Ice' durant l'été 2008, en compagnie de sa sœur Mai. Enfin, Mao Asada est une admiratrice de la chanteuse de pop japonaise (Jpop) Ayumi Hamasaki.
Les sœurs Asada ont été nommées ambassadrices de bonne volonté entre le Japon et le Canada. Elles ont souvent voyagé au Canada pour servir leur fonction.

## Palmarès

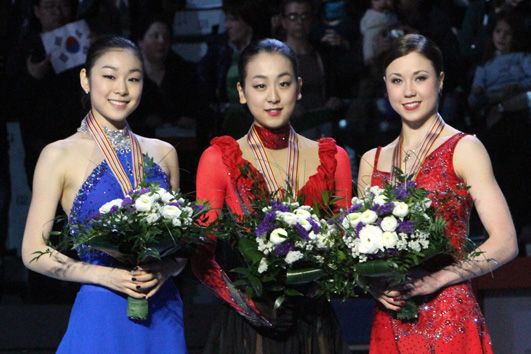
Mao Asada sur le podium des championnats du monde 2010 avec Kim Yuna (à gauche) et Laura Lepistö (à droite)

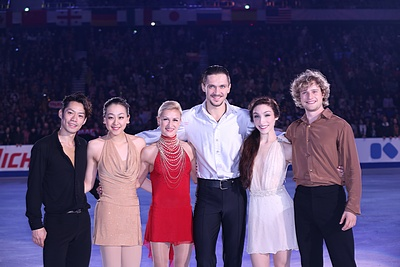
Mao Asada avec les médaillés d'or du Trophée NHK 2013

| Compétition                   | 2003    | 2004    | 2005    | 2006    | 2007    | 2008    | 2009    | 2010    | 2011    | 2012    | 2013    | 2014    | 2015    | 2016    | 2017    |
| Jeux olympiques d'hiver       |         |         |         |         |         |         |         | 2e      |         |         |         | 6e      |         |         |         |
| Championnats du monde         |         |         |         |         | 2e      | 1re     | 4e      | 1re     | 6e      | 6e      | 3e      | 1re     |         | 7e      |         |
| Quatre continents             |         |         | F       | F       | F       | 1re     | 3e      | 1re     | 2e      | 2e      | 1re     |         |         |         |         |
| Championnats du Japon         | 7e      | 8e      | 2e      | 2e      | 1re     | 1re     | 1re     | 1re     | 2e      | 1re     | 1re     | 3e      | F       | 3e      | 12e     |
| Championnats du monde juniors |         |         | 1re     | 2e      |         |         |         |         |         |         |         |         |         |         |         |
|                               |         |         |         |         |         |         |         |         |         |         |         |         |         |         |         |
| Grand Prix ISU                | 2002/03 | 2003/04 | 2004/05 | 2005/06 | 2006/07 | 2007/08 | 2008/09 | 2009/10 | 2010/11 | 2011/12 | 2012/13 | 2013/14 | 2014/15 | 2015/16 | 2016/17 |
| Finale du Grand Prix          |         |         |         | 1re     | 2e      | 2e      | 1re     |         |         | F       | 1re     | 1re     |         | 6e      |         |
| Skate America                 |         |         |         |         | 3e      |         |         |         |         |         |         | 1re     |         |         | 6e      |
| Skate Canada                  |         |         |         |         |         | 1re     |         |         |         |         |         |         |         |         |         |
| Coupe de Chine                |         |         |         | 2e      |         |         |         |         |         |         | 1re     |         |         | 1re     |         |
| Trophée de France             |         |         |         | 1re     |         | 1re     | 2e      | 2e      | 5e      |         |         |         |         |         | 9e      |
| Coupe de Russie               |         |         |         |         |         |         |         | 5e      |         | 1re     |         |         |         |         |         |
| Trophée NHK                   |         |         |         |         | 1re     |         | 1re     |         | 8e      | 2e      | 1re     | 1re     |         | 3e      |         |
| Légende : F = Forfait         |         |         |         |         |         |         |         |         |         |         |         |         |         |         |         |

## Programmes
| Saison  | Programme court                                                       | Programme libre | Programme d'exhibition                                                                         |
| ------- | --------------------------------------------------------------------- | --- | ---------------------------------------------------------------------------------------------- |
| 2015/16 | Bei Mir Bist Du Shein par Sholom Secunda                              | Madame Butterfly par Giacomo Puccini                                                                                     | Puttin' On the Ritz par Irving Berlin                                                          |
| 2014/15 | n'a pas participé cette saison                                        | n'a pas participé cette saison                                                                                           | This Little Light of Mine par Harry Dixon Loes vocals par Amelia Zirin-Brown joué par Yo-Yo Ma |
| 2013/14 | Nocturne opus 9 no 2 en mi bémol majeur par Frédéric Chopin           | Concerto pour piano no 2 par Sergueï Rachmaninov                                                                         | Smile / What a Wonderful World vocals par Ima                                                  |
| 2012/13 | I Got Rhythm par George Gershwin                                      | Le Lac des cygnes par Piotr Ilitch Tchaïkovski                                                                           | Mary Poppins par Frères Sherman                                                                |
| 2011/12 | Shéhérazade par Nikolaï Rimski-Korsakov                               | Liebesträume No. 3 par Franz Liszt                                                                                       | I Vow to Thee My Country par Gustav Holst vocals par Libera                                    |
| 2011/12 | Shéhérazade par Nikolaï Rimski-Korsakov                               | Liebesträume No. 3 par Franz Liszt                                                                                       | Valse op. 64 n° 2 par Frédéric Chopin                                                          |
| 2010/11 | Tango par Alfred Schnittke                                            | Liebesträume No. 3 par Franz Liszt                                                                                       | Ballade no 1 par Frédéric Chopin                                                               |
| 2009/10 | Mascarade par Aram Khatchatourian                                     | Prélude op. 3 no 2 en Ut dièse mineur par Sergueï Rachmaninov                                                            | Vingt-quatre caprices pour violon par Niccolò Paganini                                         |
| 2008/09 | Clair de Lune par Claude Debussy                                      | Mascarade par Aram Khatchatourian                                                                                        | Por una Cabeza par Carlos Gardel Paya d'Ora                                                    |
| 2008/09 | Clair de Lune par Claude Debussy                                      | Mascarade par Aram Khatchatourian                                                                                        | Sing, Sing, Sing par Louis Prima                                                               |
| 2007/08 | Fantasia for Violin and Orchestra par Nigel Hess                      | Fantaisie-Impromptu suite par Frédéric Chopin                                                                            | Étude Op.10 No.3 en E majeur, (Tristesse) par Frédéric Chopin vocals par Lesley Garrett        |
| 2006/07 | Nocturne opus 9 no 2 en mi bémol majeur par Frédéric Chopin           | Czardas par Vittorio Monti                                                                                               | Habanera de Carmen par Georges Bizet                                                           |
| 2005/06 | Carmen Toreador Song, Intermezzo, et Bohemian Dance par Georges Bizet | Casse-noisette Valse des fleurs , Danse de la fée Prune Sucrée, et Grandfather Clock Chimes par Piotr Ilitch Tchaïkovski | Over the Rainbow par Harold Arlen vocals par Eva Cassidy                                       |
| 2004/05 | Over the Rainbow par Harold Arlen vocal par Eva Cassidy               | La Boutique Fantastique Tarantella, Nocturne, et Gallop par Gioachino Rossini et Ottorino Respighi                       | Pick Yourself Up par Natalie Cole                                                              |
| 2003/04 | Orchestral Suite du film My Girl 2 par Cliff Eidelman                 | Waltz-Scherzo in C major Op. 34 par Piotr Ilitch Tchaïkovski                                                             | Habanera de Carmen par Georges Bizet                                                           |
| 2002/03 | Say Hey Kids                                                          | Inca Dance and Andes par Cusco                                                                                           |                                                                                                |

## Sources
- (en) Cet article est partiellement ou en totalité issu de l’article de Wikipédia en anglais intitulé « Mao Asada » (voir la liste des auteurs).